# Афанасьєва Альона Ігорівна
Альона Ігорівна Афанасьєва (до шлюбу Русакова; нар. 3 жовтня 1987, Харків, УРСР) — українська більярдистка та тренерка, майстер спорту України міжнародного класу, дворазова чемпіонка Європи, віцечемпіонка світу, призерка командного кубка світу, абсолютна чемпіонка України, дворазова володарка Кубка України, триразова чемпіонка України в командному заліку, восьмиразова чемпіонка України в особистому заліку.

## Біографія
Народилася 3 жовтня 1987 року у м. Харкові.
2004 року закінчила НВК №13 м. Харкова і вступила до Харківської національної академії міського господарства на факультет «Економіки та підприємництва».
2009 року закінчила академію і вступила до Харківського інституту банківської справи УБС НБУ на факультет підвищення кваліфікації та перепідготовки «Банківська справа», здобула другу вищу освіту.

## Спортивна кар'єра
Спортивну кар'єру розпочала 1998 року.  2001 року стала першою чемпіонкою України і отримала звання Майстра спорту України. 2003 року (в 16 років) стала першою чемпіонкою Європи серед жінок, вигравши у фіналі в Анни Мажіріної і виконавши норматив МСМК. 2005 року отримала звання майстра спорту України міжнародного класу серед спортсменок. Крім тренувань і участі в змаганнях, займається тренерством — проводить індивідуальні заняття з учнями. 2010 року сайт billiardsport відзначив спортсменку як більярдистку, яка має найбільшу кількість титулів з більярду в Україні серед інших учасників.

### Основні
- Чемпіонка Європи 2003[3]
- Віце-чемпіонка світу 2005
- Ввце-чемпіонка Європи 2006
- Бронзова призерка Командного Кубку Світу 2007
- Бронзова призерка Чемпіонату Європи 2007
- Абсолютна чемпіонка України 2007
- Чемпіонка Европи 2008[5]
- Дворазова володаря Кубку України
- Триразова чемпіонка України у командномому заліку
- Восьмиразова чемпіонка України в особистому заліку

### За 2000 рік
- Командний чемпіонат «Харків-Москва», Харків

### За 2001 рік
- Змагання на приз клубу «Майстер», Харків
- Чемпіонат Світу серед дівчат до 18 років, Москва
- 1 етап Кубка України серед жінок, Київ
- 2 етап Кубка України серед жінок, Київ
- Чемпіонат України серед жінок, Київ
- Чемпіонат України серед жінок, Київ

### За 2002 рік
- Чемпіонат України серед жінок, Київ

### За 2003 рік
- Чемпіонат України серед жінок, Житомир
- 1 етап Кубка України среди женщин, Дніпропетровськ
- 2 етап Кубка України серед жінок, Київ
- 3 етап Кубка України серед жінок, Київ
- 4 етап Кубка України серед жінок, Харків
- 5 етап Кубка України серед жінок, Київ
- 6 етап Кубка України серед жінок, Дніпропетровськ
- Кубок України серед жінок, Київ
- Турнір «Київські каштани» серед жінок, Київ
- Чемпіонат Європи серед жінок, Київ[3]

### За 2004 рік
- Чемпіонат України серед жінок, Київ[6]
- 3 етап Кубка України серед жінок, Хмельницький
- 4 етап Кубка України серед жінок, Рівне
- Чемпіонат України серед дівчат до 18 років, Сімферополь
- Турнір клубу «Аргус», Харків
- Міжнародний турнір серед жінок, Одеса
- Першість України серед дівчат. Пул «14+1», Київ

### За 2005 рік
- 1 етап Кубка України серед жінок, Рівне
- 2 етап Кубка України серед жінок, Київ
- 3 етап Кубка України серед жінок, Київ
- Міжнародний турнір серед жінок, Одеса
- Чемпіонат світу серед жінок, Алмати
- Фінал Кубка України серед жінок, Київ

### За 2006 рік
- 1 етап Кубка України, Миколаїв
- 2 етап Кубка України, Кременчук
- 3 етап Кубка України, Київ
- 4 етап Кубка України, Харків
- Чемпіонат Європи серед жінок, Каунас
- Турнір «Київські каштани», Київ
- Чемпіонат України «комбінована піраміда», Дніпропетровськ
- Міжнародний турнір, присвячений 15-й річниці Незалежності України (3 етап Кубка Європи), Київ
- Чемпіонат України «вільна піраміда», Дніпропетровськ
- Кубок України «вільна піраміда», Київ

### За 2007 рік
- Чемпіонат України серед жінок «комбінована піраміда», Чернівці
- Командний Кубок світу, Калінінград
- 1 етап Кубка Європи серед жінок «комбінована піраміда», Мінськ
- 2 етап Кубка Європи серед жінок «вільна піраміда», Волгоград
- Чемпіонат Європи, Кишинів
- Командний Чемпіонат України серед жінок «вільна піраміда», Одеса
- Абсолютний Чемпіонат України серед жінок, Луганськ
- Етап Кубка України, Харків

### За 2008 рік
- Чемпіонат Європи серед жінок «вільна піраміда», Баку[5]
- Командний чемпіонат України серед жінок «вільна піраміда», Одеса
- Кубок України, присвячений Дню Незалежності України «вільна піраміда», Дніпропетровськ
- Телевізійний турнір «Кубок Балкан» серед жінок «комбінована піраміда», Кишинів
- Телевізійний турнір «Ukraine Open» серед жінок «невська піраміда», Чернігів

### За 2009 рік
- Чемпіонат України серед жінок «комбінована піраміда», Полтава
- Жіночий турнір «Весняні квіти», Дніпропетровськ
- Турнір чемпіонів. Парний розряд, Дніпропетровськ
- Турнір «Київські каштани» серед жінок, Київ[7]
- «Кубок DELMAR», Бердянськ[7]
- Командний чемпіонат України серед жінок «вільна піраміда», Одеса
- Відкритий Кубок ФБС України до дня Незалежності України, Дніпропетровськ
- Чемпіонат України серед жінок «динамічна піраміда», Кривий Ріг

### За 2010 рік
- Чемпіонат України серед жінок «комбінована піраміда», Хмельницький
- Чемпіонат України серед жінок «динамічна піраміда», Кривий Ріг

### За 2016 рік
- Чемпіонат Харківської області серед жінок «вільна піраміда», Харків
- Фінал Кубка України «вільна піраміда», Харків.